# ルイス・エンリケ (2001年生のサッカー選手)
ルイス・エンリケ・トマス・ジ・リマ（Luis Henrique Tomaz de Lima、2001年12月14日 - ）は、ブラジル・パライバ州ジョアンペソア出身のプロサッカー選手。セリエA・インテルナツィオナーレ・ミラノ所属。ポジションはフォワード。

## 経歴

### ボタフォゴ
2019年にボタフォゴFRでプロデビュー。FCバイエルン・ミュンヘンやユヴェントスFCがエンリケの獲得に関心を寄せていた。

### マルセイユ
2020年9月25日、リーグ・アンのオリンピック・マルセイユへ完全移籍した。移籍金は約800万ユーロ。

#### ボタフォゴ復帰
2022年7月2日、古巣のボタフォゴへ期限付き移籍した。移籍期間は18ヶ月で、2023-24シーズンよりマルセイユに復帰した。

### インテル・ミラノ
2025年6月7日、セリエAのインテル・ミラノへ完全移籍した。